# Universidad Metropolitana de Honduras
La Universidad Metropolitana de Honduras (UMH) es una institución de educación superior, técnica, privada, ubicada en el centro de Tegucigalpa y forma parte de la Red de Universidades Privadas de la república de Honduras.

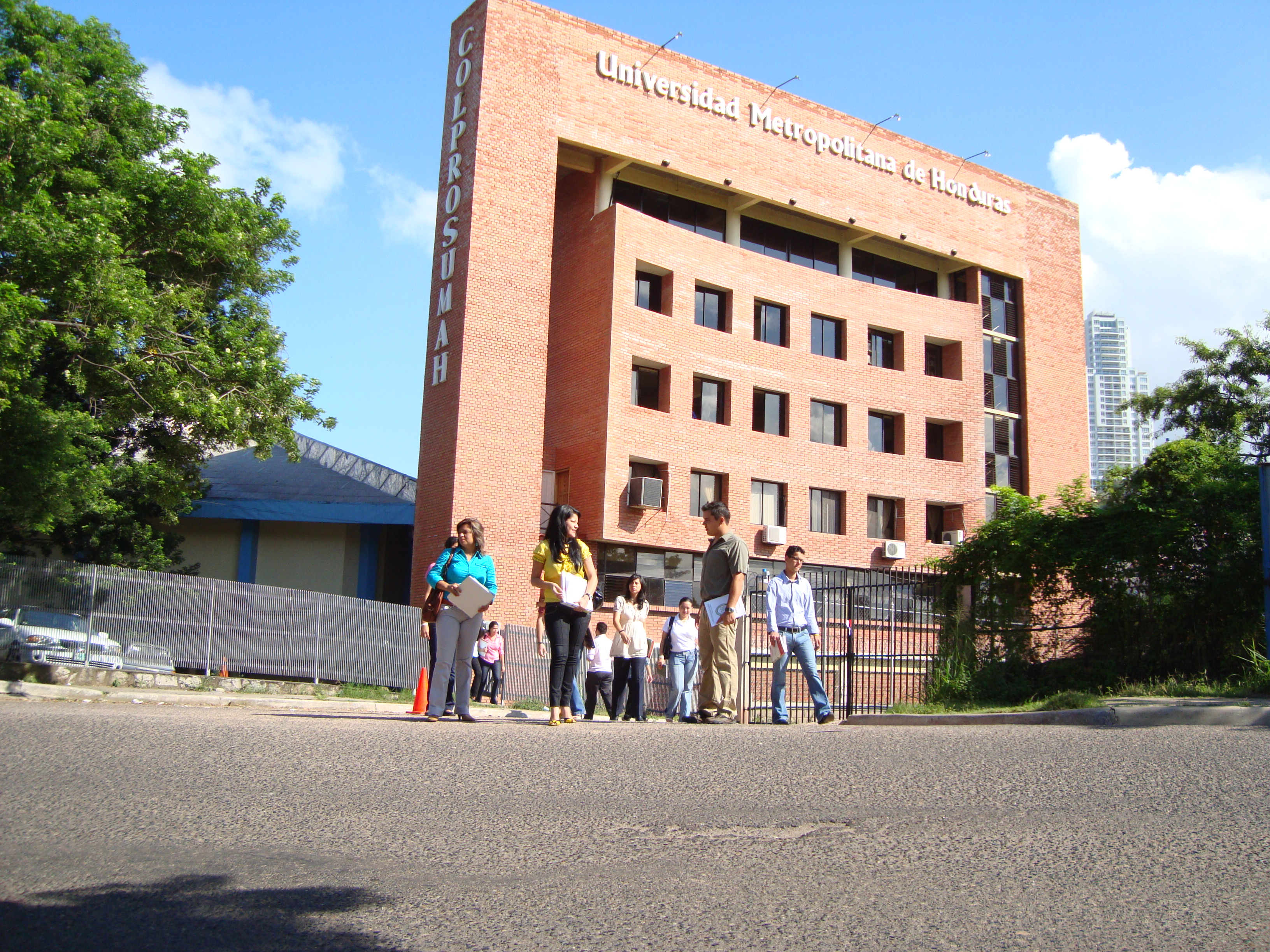
Campus principal.

## Historia
La idea de fundar una nueva universidad aparece a principios de 1998 por iniciativa de un grupo de docentes de la Universidad Nacional Autónoma de Honduras encabezados por Armando Enamorado Blanco, grupo al que se fueron uniendo otros profesionales.
El 25 de junio de 2001 el presidente de la República Carlos Roberto Flores mediante resolución n.º 892001 otorga la Personería Jurídica de la Fundación Universidad Metropolitana de Honduras. El primero de agosto del 2001 y en la Gaceta n.º 29544 sale publicado el acuerdo que legaliza el funcionamiento de dicha Fundación. El 22 de diciembre de 2001 se formaliza la entrega de la solicitud de aprobación de la Universidad Metropolitana de Honduras ante el Consejo de Educación Superior.
El 13 de febrero de 2002 el Consejo de Educación Superior escucha la propuesta de solicitud de Aprobación de la Universidad Metropolitana de Honduras por parte del presidente de la Fundación Lic. Armando Enamorado, acompañado por la apoderada legal Abogada Zoila Bonilla. En julio del 2002, el consejo de Educación Superior escucha nuevamente a las autoridades de la Fundación Universidad Metropolitana para hacer una nueva presentación con la enmienda que ordenó el Consejo Técnico Consultivo. El 18 de diciembre de 2002 el Consejo de Educación Superior mediante oficio n.º DES‐SN‐313‐2002 comunica a las autoridades de la Fundación su resolución.
El 21 de enero de 2003 y en cumplimiento de los Estatutos de la Universidad Metropolitana de Honduras y de la fundación misma se eligen las autoridades universitarias, se nombra el personal de los puestos académicos y administrativos, se eligen los representantes de la fundación ante los Órganos de gobierno de la Universidad y la nueva Junta Directiva de la Fundación.

## Misión y visión

### Misión
Contribuir al desarrollo integral y sostenible del país, y a su participación en la comunidad internacional, formando profesionales de alta calidad y competitividad, conforme lo demande el desarrollo científico y tecnológico.

### Visión
Ser un centro de enseñanza de Educación Superior de alta calidad, con proyección internacional en los diferentes campos del conocimiento humano, reconocida como una universidad comprometida con el desarrollo empresarial y científico, acorde con las necesidades nacionales y regionales.

## Becas
Las universidades privadas nacionales, como un apoyo a la educación han otorgado 41 medias becas para jóvenes de escasos recursos beca que cubre el 50% del total de los estudios, siendo complementado, en el 50% restante, con el financiamiento de CREHO. 
- Instituto de Crédito Educativo
- Rubros que Cubre el Financiamiento
- Matrícula y Colegiatura
- Libros, Material y Equipo de Estudio
- Sostenimiento mensual
- Gastos de Grado y Tesis
- Seguro de Salud
- Transporte Internacional de Ida y Regreso
- Giras de Estudio
- Gastos de Graduación
- Práctica Profesional
- Pago de Equivalencias
- Laboratorios
- Gastos del Seguro del Préstamo
- Gastos de Escrituración
- Imprevistos (Incrementos en el costo de la matrícula, colegiatura, etc.)

### Carreras
| Carrera                                                             | Grado académico                           | Periodo       |
| ------------------------------------------------------------------- | ----------------------------------------- | ------------- |
| Comunicación Social y Pública                                       | Licenciatura                              | Trimestre     |
| Ecoturismo                                                          | Licenciatura                              | Trimestre     |
| Gestión y Contaduría Empresarial                                    | Licenciatura                              | Trimestre     |
| Gerencia y Desarrollo Social                                        | Licenciatura                              | Trimestre     |
| Marketing y Negocios Internacionales                                | Licenciatura                              | Trimestre     |
| Ingeniería de Negocios                                              | Licenciatura Gestión de Negocios Maestría | Trimestre     |
| Mercadotecnia Estratégica                                           | Maestría                                  | Clase mensual |
| Turismo y Gestión Integral para la Reducción de Riesgo de Desastres | Maestría                                  | Clase mensual |
| Economía y Finanzas                                                 | Maestría                                  | Clase Mensual |